# Graham Gano
(en) Statistiques sur pro-football-reference
Graham Gano (né le 9 avril 1987 à Arbroath) est un joueur professionnel écossais de football américain.
Il joue actuellement au poste de kicker avec la franchise des Giants de New York dans la National Football League (NFL).

## Enfance
Gano naît en Écosse. Il déménage aux États-Unis, à Pensacola en Floride. Il étudie à la J.M. Tate High School où il est classé troisième au niveau national au poste de kicker. Lors de sa dernière année au lycée, il réussit des field goals impressionnants (57, 64 et 65 yards), dont un de soixante-et-onze yards qui ne sera pas pris en compte à la suite d'une pénalité.

## Carrière

### Université
Il intègre l'Université d'État de Floride où il joue aux postes de kicker et de punter. Lors de sa dernière année à l'université, il remporte le Lou Groza Award, récompensant le meilleur kicker de la saison en NCAA. Il réussit plus de 90 % de ses tirs lors de sa dernière année. Il est désigné meilleur joueur (MVP) du Champs Bowl 2008 remporté sur le score de 42 à 13 contre les Badgers du Wisconsin.

### Professionnel
Graham Gano n'est pas sélectionné au cours de la draft 2009 de la NFL.

#### Ravens de Baltimore
Il signe cependant de suite en tant qu'agent libre non-drafté avec les Ravens de Baltimore mais est libéré le 5 septembre 2009 avant tout match officiel, les entraîneurs de Baltimore lui ayant préféré Steven Hauschka.

#### Locomotives de Las Vegas
Gano fait ensuite le choix étonnant de signer avec les Locomotives de Las Vegas dans la United Football League. Il réussit son premier tir de sa carrière en réussissant un field goal de trente-deux yards. Lors du championnat 2009 de l'UFL, il inscrit le field goal qui permet à Las Vegas de remporter le titre de champion.

#### Redskins de Washington
Le 8 décembre 2009, il signe en NFL avec les Redskins de Washington pour pallier la blessure de Shaun Suisham. Il réussit son premier field goal (46 yards) dans la NFL contre les Raiders d'Oakland le 13 décembre. Il permet à trois reprises aux Redskins de l'emporter en prolongation lors des matchs contre les Packers de Green Bay, les Titans du Tennessee et les Jaguars de Jacksonville. Conservé pour la saison 2010, il réussit un tir de 59 yards et bat ainsi le record du coup de pied (kick) le plus long de l'histoire des Redskins. Il est finalement libéré à l'issue de la saison 2011 et est remplacé par Billy Cundiff.

#### Panthers de la Caroline
À la moitié de la saison 2012, il signe avec les Panthers de la Caroline et joue les six derniers matchs de la saison en réussissant neuf de ses onze tentatives.
Le 28 février 2014, Ganon signe un contrat portant sur quatre saisons pour un montant de 12,4 millions de $. Il réussit toutes les conversions de touchdown à un point (34) et 29 des 35 field goals tentés.
Gano termine la saison 2015 en ayant inscrit 146 points, battant le record de sa franchise réalisé par John Kasay‘s en 1996 (145 points). Il possède également les meilleurs statistiques NFL de la saison avec 69 touchbacks et avec une moyenne de 72 yards lors des coups de pied d'engagement (kickoff). Le 7 février 2016, Gano perd le Super Bowl 50 joué contre les Broncos de Denver sur le score de 10 à 24. Au cours du troisième quart temps, alors que le score est de 7 à 13 pour les Broncos, il manque un field goal le ballon heurtant le poteau droit.
Au cours de la phase finale de la saison 2017, Gano manque un field goal de 25 yards en début du match de tour préliminaire (wild card) contre les Saints mais par la suite en réussit quatre dont un de 58 yards. Il égalise aussi la performance du kicker Pete Stoyanovich du plus long field goal réussi dans un match de phase finale de la NFL. Gano dispute ensuite son premier Pro Bowl en remplacement de Greg Zuerlein blessé.
Le 6 mars 2018, Gano signe une extension de contrat de quatre ans pour un montant de 17 millions de $. Le 7 octobre 2018, Gano inscrit un field goal gagnant de 63 yards à la dernière seconde du match contre les Giants de New York (victoire 33 à 31) ce qui lui vaut le titre de meilleur joueur de la semaine en équipes spéciales de la NFC. Il est placé sur la liste des blessés le 29 décembre 2018 et termine sa saison avec 30 extra points inscrits sur les 33 extra point tentés et 14 field goals sur 16 tentés.
Le 30 août 2019, Gano est de nouveau placé sur la liste des blessés et ne joue pas de match au cours de la saison 2019. il est libéré par la franchise le 30 juillet 2020.

#### Giants de New York
Le 19 août 2020, Gano signe avec les Giants de New York.
Gano établi un record de la franchise en 5e semaine en déplacement chez les Cowboys de Dallas lorsqu'il réussit trois field goal de plus de 50 yards   (50, 54 et 55 yards). En 9e semaine lors de la victoire 23 à 20 contre la Washington Football Team, il réussit ses deux extra points ainsi que ses trois field goals tentés. Il est ainsi désigné meilleur joueur de la 9e semaine des équipes spéciales de la NFC.
Le 15 novembre 2020, Gano signe une extension de contrat portant sur trois saisons pour un montant de 14 millions de $14. Deux jours plus tard, touché par la Covid-19, il est placé en réserve et est réactivé le 28 novembre 2020.
Le 3 octobre 2021, il manque un field goal de 35 yards contre les Saints ce qui met fin à sa série de 37 field goals consécutifs inscrits. Il s'agit de la quatrième meilleur série de l'histoire de la NFL (à égalité avec Jason Myers. Il est de nouveau désigné  meilleur joueur de la 7e semaine des équipes spéciales de la NFC à la suite des 3 field goals inscrits contre les Panthers.
Le 10 mai 2022, Kayvon Thibodeaux fait un don de 50 000 $ à une œuvre de charité afin de pouvoir porter le no 5 de Gano, celui-ci passant au no 9 pour la saison 2022.

## Statistiques
| Année       | Équipe                     | Statut      | MJ |        | Field goals | Field goals | Field goals | Field goals |         | Extra Points | Extra Points | Extra Points |      | Punt | Punt | Punt |
| Année       | Équipe                     | Statut      | MJ | Tentés | Réussis     | %           | Long        | Tentés      | Réussis | %            | Tentés       | Yards        | Moy. |      |      |      |
| 2006        | Seminoles de Florida State | So.         | 13 | -      | -           | -           | -           | -           | -       | -            | 67           | 2736         | 40,8 |      |      |      |
| 2007        | Seminoles de Florida State | Jr.         | 13 | -      | -           | -           | -           | -           | -       | -            | 59           | 2563         | 43,4 |      |      |      |
| 2008        | Seminoles de Florida State | Sr.         | 11 | 26     | 24          | 92,3        | ?           | 34          | 33      | 97,1         | 22           | 929          | 42,7 |      |      |      |
| Totaux NCAA | Totaux NCAA                | Totaux NCAA | 37 | 26     | 24          | 92,3        | ?           | 34          | 33      | 97,1         | 148          | 6238         | 42,1 |      |      |      |

| Année  | Équipe                   | MJ |        | Field goals | Field goals | Field goals | Field goals |         | Extra Points | Extra Points | Extra Points |
| Année  | Équipe                   | MJ | Tentés | Réussis     | %           | Long        | Tentés      | Réussis | %            |              |              |
| 2009   | Locomotives de Las Vegas | 6  | 16     | 13          | 81,6        | 53          | 20          | 20      | 100          |              |              |
| Totaux | Totaux                   | 6  | 16     | 13          | 81,6        | 53          | 20          | 20      | 100          |              |              |

| Année  | Équipe                  | MJ  |                 | Field goals     | Field goals     | Field goals     | Field goals     |                 | Extra Points    | Extra Points    | Extra Points |     | Kick off | Kick off | Kick off |   | Punt | Punt | Punt |
| Année  | Équipe                  | MJ  | Tentés          | Réussis         | %               | Long            | Tentés          | Réussis         | %               | Tentés          | Moy.         | TB  | Tentés   | Yards    | Moy.     |   |      |      |      |
| 2009   | Redskins de Washington  | 04  | 04              | 04              | 100             | 46              | 07              | 06              | 85,7            | 015             | 67,7         | 3   | -        | -        | -        |   |      |      |      |
| 2010   | Redskins de Washington  | 16  | 35              | 24              | 68,6            | 49              | 28              | 28              | 100             | 071             | 65,0         | 9   | 4        | 141      | 35,3     |   |      |      |      |
| 2011   | Redskins de Washington  | 16  | 41              | 31              | 75,6            | 59              | 26              | 25              | 96,2            | 073             | 60,6         | 32  | -        | -        | -        |   |      |      |      |
| 2012   | Panthers de la Caroline | 06  | 11              | 09              | 81,8            | 51              | 21              | 020             | 95,2            | 35              | 66,3         | 20  | -        | -        | -        |   |      |      |      |
| 2013   | Panthers de la Caroline | 16  | 27              | 24              | 88,9            | 55              | 42              | 42              | 100             | 080             | 64,8         | 63  | -        | -        | -        |   |      |      |      |
| 2014   | Panthers de la Caroline | 16  | 35              | 29              | 82,9            | 53              | 34              | 34              | 100             | 079             | 65,8         | 61  | -        | -        | -        |   |      |      |      |
| 2015   | Panthers de la Caroline | 16  | 36              | 30              | 83,3            | 52              | 59              | 56              | 94,9            | 102             | 65,7         | 69  | -        | -        | -        |   |      |      |      |
| 2016   | Panthers de la Caroline | 16  | 38              | 30              | 78,9            | 54              | 34              | 31              | 91,2            | 086             | 63,9         | 63  | 4        | 180      | 45,0     |   |      |      |      |
| 2017   | Panthers de la Caroline | 16  | 30              | 29              | 96,7            | 48              | 37              | 34              | 91,9            | 083             | 64,0         | 70  | -        | -        | -        |   |      |      |      |
| 2018   | Panthers de la Caroline | 12  | 16              | 14              | 87,5            | 63              | 33              | 30              | 90,9            | 062             | 63,5         | 47  | -        | -        | -        |   |      |      |      |
| 2019   | Panthers de la Caroline | 0   | Blessé          | Blessé          | Blessé          | Blessé          | toute la saison | toute la saison | toute la saison | toute la saison | -            | -   | -        |          |          |   |      |      |      |
| 2020   | Giants de New York      | 16  | 32              | 21              | 96,9            | 55              | 23              | 21              | 91,3            | 073             | 4357         | 30  | -        | -        | -        |   |      |      |      |
| 2021   | Giants de New York      | 17  | 33              | 29              | 87,9            | 55              | 17              | 17              | 100             | 063             | 3901         | 26  | -        | -        | -        |   |      |      |      |
| 2022   | Giants de New York      | ?   | Saison en cours | Saison en cours | Saison en cours | Saison en cours | Saison en cours | Saison en cours | Saison en cours | Saison en cours | ?            | ?   | ?        | ?        | ?        | ? |      |      |      |
| Totaux | Totaux                  | 167 | 338             | 284             | 84,0            | 63              | 361             | 344             | 95,3            | 822             | 63,8         | 493 | 8        | 321      | 40,1     |   |      |      |      |

| Année  | Équipe                  | MJ |        | Field goals | Field goals | Field goals | Field goals |         | Extra Points | Extra Points | Extra Points |    | Kick off | Kick off | Kick off |  | Punt | Punt | Punt |
| Année  | Équipe                  | MJ | Tentés | Réussis     | %           | Long        | Tentés      | Réussis | %            | Tentés       | Moy.         | TB | Tentés   | Yards    | Moy.     |  |      |      |      |
| 2013   | Panthers de la Caroline | 1  | 1      | 1           | 100         | -           | 01          | 01      | 100          | 03           | 65,0         | 03 | -        | -        | -        |  |      |      |      |
| 2014   | Panthers de la Caroline | 2  | 4      | 3           | 75,0        | -           | 05          | 05      | 100          | 10           | 60,8         | 05 | -        | -        | -        |  |      |      |      |
| 2015   | Panthers de la Caroline | 3  | 5      | 4           | 80,0        | -           | 10          | 10      | 100          | 18           | 65,4         | 11 | -        | -        | -        |  |      |      |      |
| 2017   | Panthers de la Caroline | 1  | 5      | 4           | 80,0        | -           | 02          | 02      | 100          | 06           | 65,0         | 06 | -        | -        | -        |  |      |      |      |
| Totaux | Totaux                  | 7  | 15     | 12          | 80,0        | -           | 18          | 18      | 100          | 37           | 64,1         | 24 | -        | -        | -        |  |      |      |      |

## Palmarès

### En NFL
- Sélectionné au Pro Bowl 2017.

### En UFL
- Champion en 2009.

### En NCAA
- Vainqueur du Lou Groza Award 2008 ;
- Sélectionné dans l'équipe type All-American 2008 selon CBS Sports", College Football News et Rivals.com ;
- Sélectionné dans l'équipe type de l'Atlantic Coast Conference (ACC) en 2008.